# Duvier Riascos
Duvier Orlando Riascos Barahona (ur. 26 czerwca 1986 w Buenaventurze) – kolumbijski piłkarz występujący na pozycji napastnika lub skrzydłowego.

## Kariera klubowa
Riascos jest wychowankiem jednego z najbardziej utytułowanych kolumbijskich zespołów, Amériki Cali. W lidze kolumbijskiej pierwszy mecz rozegrał w 2005 roku. W swoim debiutanckim sezonie, 2005, zdobył jednego gola i w styczniu 2006 został oddany na roczne wypożyczenie do innego pierwszoligowca z Kolumbii, Realu Cartagena. Później powrócił do Amériki, dla której w rozgrywkach 2007 zdobył trzy gole w lidze, nie odnosząc jednak z zespołem większych sukcesów.
W 2008 roku Riascos podpisał kontrakt z wenezuelskim klubem Estudiantes de Mérida. Jego największym osiągnięciem w zespole Estudiantes było dojście do finału krajowego pucharu 2008. Kolumbijczyk został także królem strzelców tych rozgrywek z pięcioma golami na koncie. Latem 2009 Riascos powrócił do ojczyzny, podpisując kontrakt z Deportivo Cali, lokalnym rywalem jego macierzystego klubu, Amériki. Podczas półrocznego pobytu w Deportivo zdobył trzy gole w szesnastu ligowych meczach, wziął także udział w pierwszym międzynarodowym turnieju w karierze – Copa Sudamericana, gdzie odpadł ze swoją drużyną już w 1/16 finału.
W lutym 2010 Riascos został graczem chińskiej drużyny Shanghai Shenhua. W Chinese Super League zadebiutował 27 marca tego samego roku w przegranym 0:2 spotkaniu z Changsha Ginde, natomiast pierwszego gola strzelił w kolejnym meczu, 3 kwietnia z Nanchang Hengyuan, zakończonym wynikiem 2:1. Ogółem w sezonie 2010 zanotował 20 goli w 28 meczach, zdobywając tytuł króla strzelców ligi chińskiej, a także został wybrany przez Chiński Związek Piłki Nożnej na najlepszego piłkarzem w Super League. Na koniec rozgrywek wywalczył z zespołem prowadzonym przez Miroslava Blaževicia trzecie miejsce w tabeli. W 2011 roku wziął udział w Azjatyckiej Lidze Mistrzów, gdzie drużyna z Szanghaju zajęła ostatnią pozycję w grupie, nie kwalifikując się do dalszych rozgrywek.
Latem 2011 Riascos został kupiony przez meksykański zespół Club América, jednak natychmiast został wypożyczony do ekipy Puebla FC. W Primera División de México zadebiutował 23 lipca 2011 w wygranym 1:0 meczu z Atlasem, a premierową bramkę w nowym kraju zdobył 31 lipca 2011 w zremisowanej 2:2 konfrontacji z Pachucą. Barwy Puebli reprezentował ogółem przez pół roku, po czym na zasadzie transferu definitywnego przeszedł do beniaminka najwyższej klasy rozgrywkowej w Meksyku – Club Tijuana.
| Sezon     | Klub                  | Kraj      | Rozgrywki            | Mecze | Bramki |
| --------- | --------------------- | --------- | -------------------- | ----- | ------ |
| 2005      | América de Cali       | Kolumbia  | Copa Mustang         | ?     | 1      |
| 2006      | Real Cartagena        | Kolumbia  | Copa Mustang         | ?     | 0      |
| 2007      | América de Cali       | Kolumbia  | Copa Mustang         | ?     | 3      |
| 2008/2009 | Estudiantes de Mérida | Wenezuela | Primera División     | ?     | 12     |
| 2009      | Deportivo Cali        | Kolumbia  | Copa Mustang         | 16    | 3      |
| 2010      | Shanghai Shenhua      | Chiny     | Chinese Super League | 28    | 20     |
| 2011      | Shanghai Shenhua      | Chiny     | Chinese Super League | 11    | 4      |
| 2011/2012 | Puebla FC             | Meksyk    | Primera División     | 16    | 6      |
| 2011/2012 | Club Tijuana          | Meksyk    | Primera División     |       |        |